# 佐藤静雄 (衆議院議員)
佐藤 静雄（さとう しずお、1941年〈昭和16年〉10月9日 - ）は、日本の政治家。衆議院議員（4期）、北海道議会議員（3期）を歴任。現在は農家。

## 来歴・人物
北海道虻田郡ニセコ町出身。幼くして実父と死別。ニセコ小学校、ニセコ中学校、倶知安高校、高崎経済大学卒業。大学時代から福田赳夫の選挙を手伝い、卒業後は会社員を経て福田の秘書となる（福田事務所での同い年の同僚に小泉純一郎元首相）。
1975年、郷里に戻り33歳で北海道議会議員に初当選。3期務めた後、1983年の第37回衆議院議員総選挙に旧北海道1区から自民党公認で立候補するも落選（福田が創始者の清和会には同じ新人候補町村信孝がおり、中曽根派幹部渡辺美智雄を頼った）。1986年の第38回衆議院議員総選挙で初当選（当選同期に鳩山由紀夫・斉藤斗志二・三原朝彦・村井仁・逢沢一郎・金子一義・武村正義・杉浦正健・園田博之・中山成彬・石破茂・笹川堯・武部勤・井出正一・村上誠一郎など）。1990年の第39回衆議院議員総選挙では次点で落選。1991年北海道知事選挙を間近に控えて、現職の横路孝弘が圧倒的な強さを誇る中、町村や鳩山や舛添要一が出馬を辞退したため、保守陣営から横路の対抗馬に担ぎ出されるが惨敗した。
1993年第40回衆議院議員総選挙で返り咲き当選。1994年4月離党し柿沢弘治・太田誠一・新井将敬・山本拓・米田建三・高市早苗らと自由党を結成、羽田内閣で北海道開発政務次官。自由改革連合結成には参加したが新進党への参加は見合わせ自由連合を経て1995年春の道知事選での自民党推薦・さきがけ支持候補伊東秀子支援や同年夏の第17回参議院議員通常選挙での自民党候補への支援が認められ11月復党し旧渡辺派に復帰。1996年10月第41回衆議院議員総選挙では北海道4区で小選挙区勝利を果たし第2次橋本内閣で建設政務次官就任。
1999年3月18日、旧渡辺派から志帥会旗揚げ参加。
2000年6月第42回衆議院議員総選挙で再選し、2001年4月に第1次小泉内閣で国土交通副大臣就任。
2003年の第43回衆議院議員総選挙では鉢呂吉雄に敗北し比例復活も果たせず落選。
2005年の第44回衆議院議員総選挙でも国政復帰を目指したが、再び鉢呂に敗北し落選した。
参議院比例区からの出馬を目指したが自民党の公認を得られず2007年4月22日に行われた小樽市長選に無所属で立候補するが落選し、自民党小樽支部から除名された。
2008年1月、次期衆議院議員総選挙では北海道4区（札幌市手稲区、後志管内）に、 平沼赳夫元経済産業大臣が検討している新党から立候補する意向を明らかにしていたが、同年8月23日自民党が宮本融を擁立することを決定したため、出馬を断念し政治家を再び引退表明。実業家に転身し株式会社ジャパンドリームカンパニー代表取締役。みんなの党を応援している。
2011年2月、2ヶ月後の小樽市長選挙への立候補を表明。4月24日投開票の結果、落選。政界からの引退後はニセコ町でトウモロコシの農業・生産販売業を営む。

## 親族
- 弟 佐藤時雄（さとう ときお、1943年12月6日 - ） 元北海道議会議員
- 子 佐藤聖一郎（さとう せいいちろう） 北海道仁木町長